# Dominique Nachury
 (juillet 2020).
Si vous disposez d'ouvrages ou d'articles de référence ou si vous connaissez des sites web de qualité traitant du thème abordé ici, merci de compléter l'article en donnant les références utiles à sa vérifiabilité et en les liant à la section « Notes et références ».
 (juillet 2020).
Dominique Nachury, née le 1er juin 1951 à Chambéry (Savoie), est une femme politique française, membre des Républicains. Maire du 6e arrondissement de Lyon de 1995 à 2001, elle est députée de la 4e circonscription du Rhône entre 2012 et 2017.

## Biographie
Docteur en droit (1983), elle a consacré sa thèse aux familles d’accueil. Elle exerce des activités bénévoles au service d’associations du 6e arrondissement, dont celle de présidente d’une fédération de parents d’élèves.

### De l'UDF à l'UMP
Issue de l’UDF, elle a commencé son parcours politique aux côtés de Raymond Barre. Elle a rejoint l’UMP dès sa création.
Dominique Nachury fut maire du 6e de 1995 à 2001 et contribua notamment à l'édification de la cité internationale.
Jusqu'en mars 2013, elle fut vice-présidente du Conseil général du Rhône chargée du logement. Elle s'implique dans les dossiers de rénovation urbaine.

### Fonctions actuelles
En 2012, elle a été élue députée dans la 4e circonscription du Rhône face à la candidate socialiste Anne Brugnera. Son suppléant est Pierre Bérat, conseiller régional de Rhône-Alpes et conseiller municipal du 3e arrondissement de Lyon.    
À l'Assemblée Nationale, Dominique Nachury est membre de la Commission des affaires culturelles et de l'éducation. Elle a été nommée secrétaire de cette commission en octobre 2015.    
Dominique Nachury perd son siège de députée en 2017 face à Anne Brugnera (LREM).   
Impliquée à Lyon, Dominique Nachury a été tête de liste lors des élections municipales de 2014. Elle est aujourd'hui conseillère municipale et métropolitaine.